# Jean-Henri Simon
Henri Simon o Jean-Henri Simon (Anvers, Belgica, 1783 - 1861) fou un compositor i violinista flamenc.

Començà els seus estudis en la capella de St. Jakob, fent tals progressos que als vuit anys dirigí una missa de Kraft. Després continuà els seus estudis al Conservatori de París, i al retornar a Anvers adquirí una envejable reputació com a compositor i violoncel·lista. Un crític de l'època parlà així de Simon:
| « | Moltes de les seves composicions religioses i corals han estat apreciades en la seva justa vàlua...Simon, el més popular dels nostres autors clàssics, és dels pocs que saben conciliar una harmonia abundant i clara amb una melodia distingida, original i moltes vegades amplia i grandiosa. Les seves composicions respiren grandesa i solemnitat i són de bellíssima factura. Els seus cors de molta dificultat, apareixen impregnats de l'estil alemany i la seva orquestració és en general rica, fort i plena d'efectes inesperats. | » |

Entre les seves composicions hi figuren tres misses a gran orquestra; molts oratoris, entre ells el titulat Judith; set concerts i altres moltes peces per a violí; una obertura; el cor a cappella Un Poème de l'Alhambra; motets, etc..Simon fou el mestre del cèlebre violinista Henri Vieuxtemps.